# Филипп Нассауский
Филипп Нассауский (нем. Philipp von Nassau; 1 декабря 1566, Дилленбург — 3 сентября 1595, Райнберг) — граф Нассауский, нидерландский военачальник.

## Биография
Граф Филипп — сын графа Иоганна VI Нассау-Дилленбургского, брата Вильгельма Оранского. Как почти все его братья, Филипп Нассауский с юных лет находился в Нидерландах, где высоко зарекомендовал себя благодаря своей смелости и в 1585 году был назначен губернатором Горинхема и получил в командование пехотный полк. В 1593 году совершил рискованный поход на Люксембург, год спустя — во Францию. В кавалерийском бою в Вестфалии получил смертельное ранение.